# Rein AG
| AG ist das Kürzel für den Kanton Aargau in der Schweiz. Es wird verwendet, um Verwechslungen mit anderen Einträgen des Namens Rein zu vermeiden. |

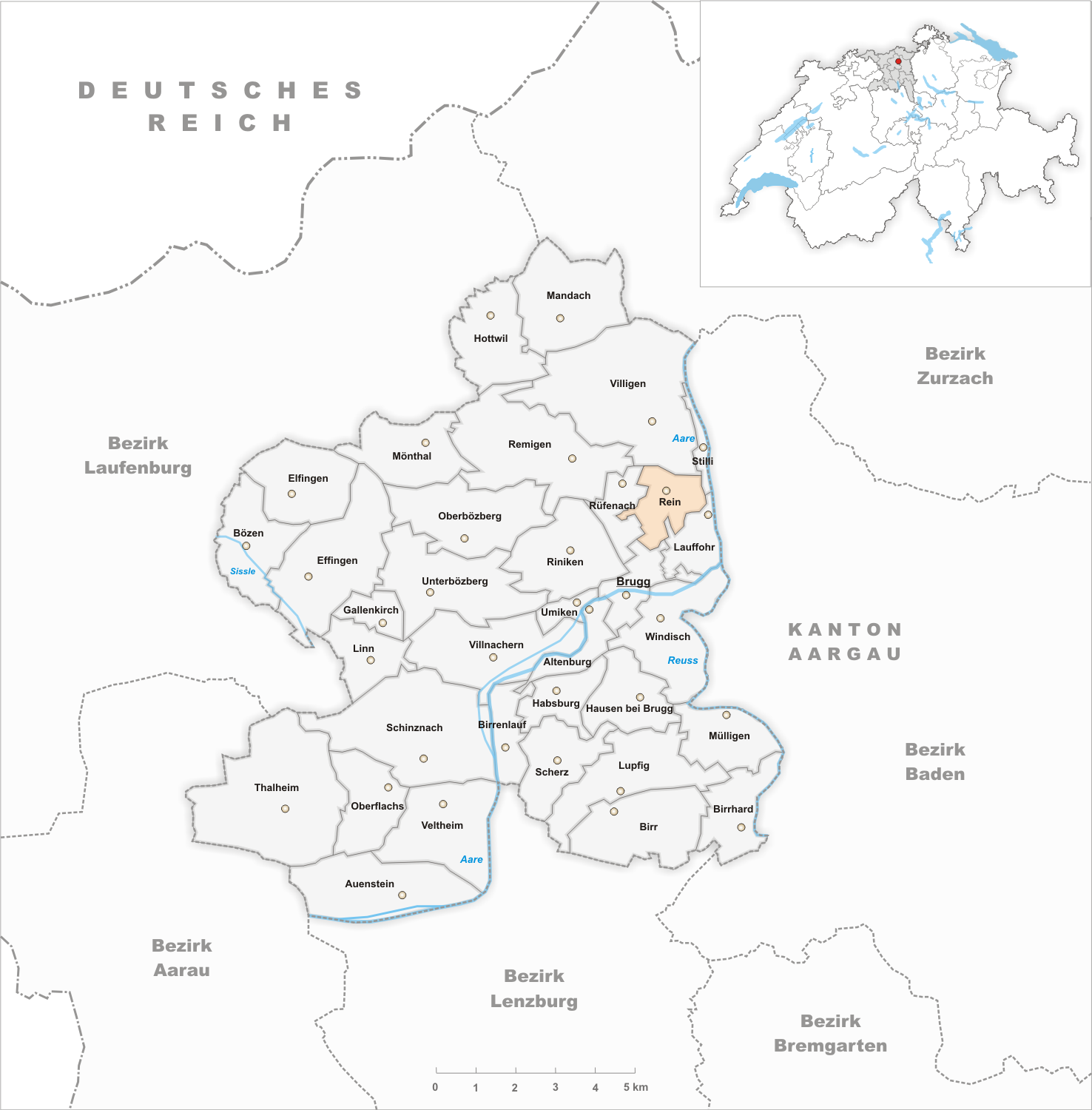
Gemeindestand vor der Fusion am 1. Januar 1898

Rein ist eine ehemalige politische Gemeinde im Schweizer Kanton Aargau. Rein umfasst die Ortsteile Vorder- und Hinterrein und gehört zur Gemeinde Rüfenach. Heute ist der Name vor allem in Bezug auf die reformierte Kirche und die zugehörige Kirchgemeinde bekannt.

## Geschichte
Erstmals urkundlich erwähnt wurde Rein im Jahre 1175. Ab 1291 gehörte Rein zum Herrschaftsbereich der Habsburger. Den Kirchensatz schenkten sie dem Kloster Wittichen im Schwarzwald. Das Kloster verkaufte den Kirchensatz 1544 an die Herren von Hallwyl, nachdem im seit 1460 zu Bern gehörigen Rein 1528 die Reformation eingeführt worden war. Von den Hallwylern kam der Kirchensatz nach 1588 zu 2/3 an Brugg und zu 1/3 an Bern und später zum Kanton Aargau. Seit 1898 gehört Rein zur Gemeinde Rüfenach.

## Weblinks

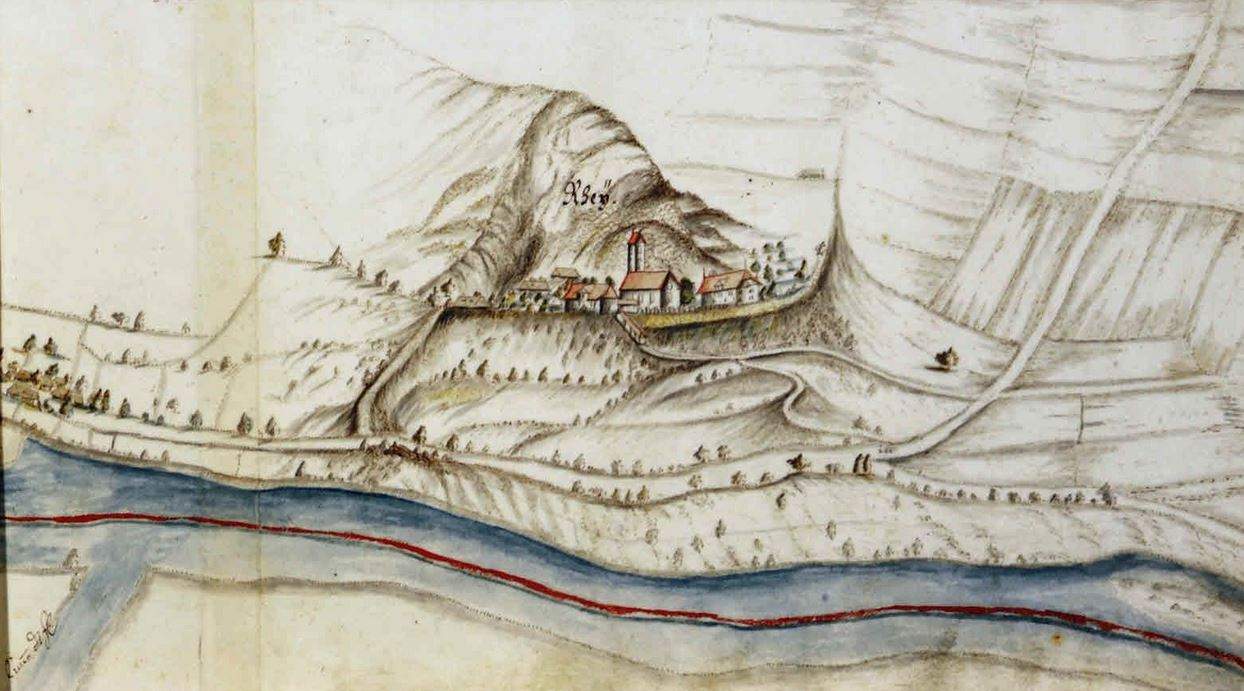
Ansicht des Dorfes um 1710, im March-Buch des Samuel Bodmer, Band 2, Seite 30.